# Rubén Albarrán
Rubén Isaac Albarrán Ortega (Ciudad de México, 1 de febrero de 1967) es un músico, compositor, cantante, productor discográfico y activista mexicano, conocido por ser integrante y fundador de la banda de rock alternativo Café Tacvba, considerado una figura clave dentro de la música en español contemporánea. Como cantante y frontman de Café Tacvba, el artista se ha caracterizado por su actitud contestataria y energética en el escenario y por presentarse con distintos personajes y alias a lo largo de su trayectoria.
Inició en la música en los años ochenta en la periferia de la Ciudad de México, formando Café Tacvba junto a Joselo Rangel entre 1988 y 1989, grupo con el que alcanzó fama internacional y con el que se ha hecho acreedor a premios Grammy y Grammy Latino. Como solista ha editado un disco, Bienvenido al sueño, y formó el grupo Hoppo!, además de realizar duetos y versiones con diversos artistas de México y América Latina. 
Es activista de causas medioambientales y de defensa del territorio, y ha manifestado su apoyo a diversas causas políticas como el Ejército Zapatista de Liberación Nacional y el movimiento YoSoy132, entre otros.

## Biografía
Nació en la Ciudad de México en 1967. Su familia vivía entonces en Santa María la Ribera. Tiene tres hermanos. Pasó los primeros cinco años de su vida en Monterrey para luego volver a vivir en la zona de Ciudad Satélite, en la zona metropolitana de la capital mexicana. Creció con la influencia ecléctica de la música que oían sus padres quienes gustaban de cantar frecuentemente.

Mis papás cantaban a diario (...) cantaban todo lo que se escuchara (...) siempre fueron muy musicales, lo que les llegaba les gustaba, lo aceptaban y lo cantaban. De allí me viene todo. (...) El primer recuerdo de cuando dije "quiero cantar" viene desde más o menos los cuatro años. Íbamos en el coche toda la familia y en la radio pusieron la canción de "Let the sunshine, let the sunshine, the sunshine in". Y allí dije quiero cantar
Rubén Albarrán

Tuvo la música como pasatiempo desde la secundaria, participando en grupos escolares. Inicialmente quiso tocar la guitarra eléctrica, pero sus padres insistieron en comprarle una acústica, instrumento de enseñanza escolar en donde Albarrán estudiaba, por lo que la rompió al terminar el curso. Su primera guitarra fue una marca Sonatone, aunque después se decantó por ser vocalista.

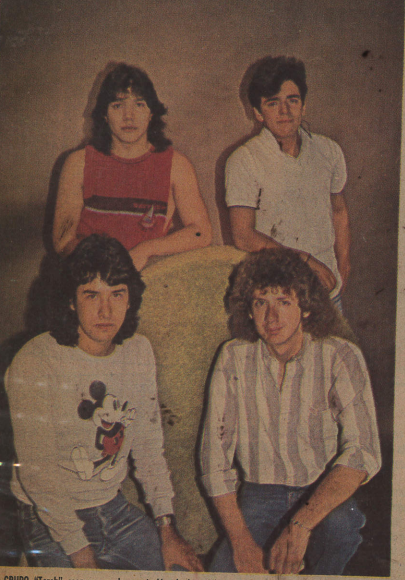
Esta foto es de todos los integrantes de Grupo Torah. En la esquina superior izquierda está Guillermo Aguirre, en la esquina inferior izquierda está Ulises de la Torre, en la esquina superior derecha está Rubén Albarrán, y por último, en la esquina inferior derecha está Darío Gómez.

Ya en la preparatoria se integró a diversos grupos musicales que tocaban tanto en fiestas privadas como en bares de la zona de Ciudad Satélite a mediados de los años 80. El primero de ellos tuvo varios nombres como Trial y Flanger, y el segundo se llamó  "Grupo Torah" liderada por Ulises de la Torre (guitarra), junto con demás integrantes que eran: Guillermo Aguirre (bajista), Darío Gómez (primer baterista), Jesús Ambriz (segundo baterista) y Rubén Albarrán (vocalista). La banda tuvo varias composiciones propias como: Ariana, Las Persianas, Recuerdas Aquella Noche, Quiero Saber, YO, Tuvo que suceder, Me escaparé, No podré parar, La metalera, Un secreto como tú y El Tiempo del Verdugo. También tuvieron versiones de grupos como The Police y artistas como Charly García. Albarrán se integró al Grupo Torah como cantante y destacaba por su talento en alcanzar notas altas en canciones de Led Zeppelin y Sting. Torah se presentaba como grupo de base en bares de la zona comercial de Ciudad Satélite como Satélite Rocks, Spequio's y High Tower, en los cuales se presentaban bandas del sello Comrock como Ritmo Peligroso, Casino Shanghai y Mask, entre otras.
Conoció a Joselo Rangel en la Universidad Autónoma Metropolitana, unidad Azcapotzalco, poco después del sismo de 1985 cuando ambos estudiaban diseño (Joselo, diseño industrial; Rubén, diseño gráfico), ya que Joselo había visto cantar a Rubén con "Grupo Torah" en el bar Rocks de Ciudad Satélite y Albarrán refirió a Joselo como parte de Shine, una banda en donde Joselo tocaba el bajo. Ambos aprovechaban su tiempo libre en la universidad para escuchar grupos musicales en una radiocasetera, con casetes que ambos grababan y encontrando afinidad al escuchar bandas que sus compañeros de clase no escuchaban tanto.

Con Joselo podía compartir toda esa música que con nadie más podía. Así nos pasamos un año en la escuela, sin entrar a clases, sólo escuchando música. Escuchábamos en el patio, él llevaba su grabadora de casete. Y la que era mi novia en esa época, también llevaba su grabadora. Poníamos los casetes de The Cure, La Unión, toda la movida española, Loquillo, Radio Futura. Luego empezamos a hablar de hacer el grupo.
Rubén Albarrán

Decidieron formar en 1987 una banda musical llamada Alicia ya no vive aquí, en donde ambos podían compartir sus afinidades, con una fuerte influencia de Love and Rockets, La Unión y The Cure, a la que integrarían a Quique, hermano de Joselo. Dicha banda no tuvo presentaciones. Un año después decidieron deshacer el grupo y formaron una nueva banda: Café Tacvba.

## Trayectoria artística

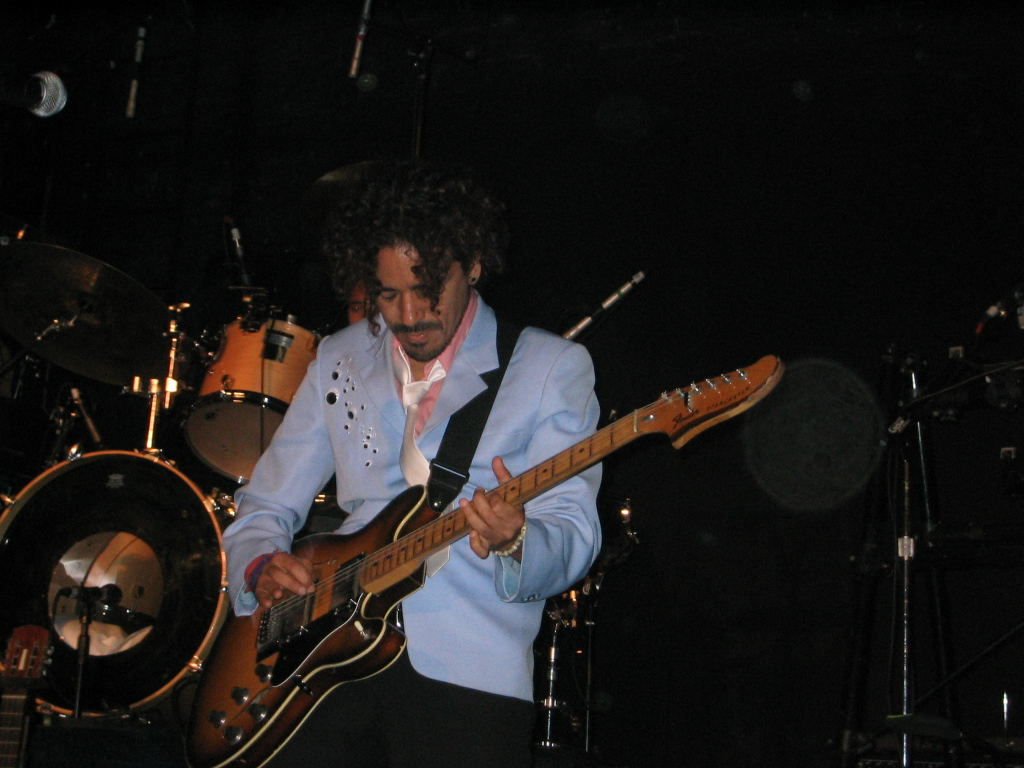
Rubén en 2003

### Músico solista
En 2006 participó en festival Vive Latino en el famoso Palomazo compartiendo escenario con José Manuel Aguilera (La Barranca), Sabo Romo (ex-Caifanes), Lino Nava (La Lupita), El "Chiquis" Amaro (ex-Fobia), Ceci Bastida (Tijuana No!), José Fors (La Cuca), en ausencia de Celtas Cortos ya que cancelaron su presentación.  
Debido a la llegada de su segundo hijo y, como homenaje al primero, Rubén, junto a su esposa, deciden editar "Bienvenido al Sueño" en el 2006. Para este proyecto se hace llamar Sizu Yantra y su esposa, Psikini. Fue ayudado en sus presentaciones en vivo por una banda de amigos y familiares, llamada Tepetokio. 
En 2010, Rubén Albarrán formó la agrupación Hoppo!, banda de versiones del cancionero latinoamericano, con dos músicos chilenos, y con Alejandro Flores, más conocido como el 5.º Tacvbo. En presentaciones posteriores se agregaron varios músicos al proyecto. Para el 2011, las presentaciones de la banda sólo están conformadas por Rubén y los músicos chilenos Rodrigo "El Chino" Aros y Juan Pablo "El Muñeco" Villanueva. 
Además de sus discos, Albarrán contribuye en varias asociaciones de beneficencia.
En 2016, participó en el doblaje de la película "Moana: un mar de aventuras" interpretando la canción «Saber volver» (I know the way) junto a Opetaia Foa'i.

### Duetos musicales
Ha tenido varios duetos y participaciones entre ellos:
- 1995: en ese año participó del disco Guerra gaucha del grupo Enanitos Verdes en la canción «Ella».

- 1999: una de sus primeras participaciones fue en ese año junto con Control Machete en el disco Artillería pesada presenta..., con la canción «Danzón» y, en ese mismo año participó también en el disco El Sr. González y los cuates de la chamba de Rafael "El Señor González" en la canción «El fin de la historia».

- 2001: participa bajo el seudónimo Nrü con el tema «Desconocido soy» en el álbum Look into the Eyeball de David Byrne.

- 2002: realizó un colaboración con el grupo Inspector y Roco de Maldita Vecindad, interpretando junto al vocalista Big Javy, la canción llamada «Amnesia». En este mismo año, participó en el disco Rock cabezón para chavitos de la banda de rock mexicana Yucatán a go-go con los temas "«Los mayas (a go-go)» y « La piñata». También participó con esta banda en el cover «Alármala de tos». Además, este mismo año, participó en Boomerang, el primer disco en solitario de Fermín IV (Control Machete) en la canción «Nadie como». También participó en el tema «Son del Sol» del grupo mexicano Fase.

- 2004: realizó un dueto con la cantante mexicana María Barracuda, interpretaron el tema «Chale».

- 2005: realizó «Horal» a dúo con el cantautor Argentino León Gieco, tema desprendido del álbum Por favor, perdón y gracias

- 2007: participó en la canción «La luna» del grupo argentino/uruguayo Butumbaba, así como en el tema «Todas las mañanas» del mexicano Gabriel Aury para su álbum debut Este es el momento. Ambas colaboraciones se publicaron bajo el nombre de Sizu Yantra.

- 2008: colaboró en el disco Los de atrás vienen conmigo con Calle 13 en la canción «No hay nadie como tú». Además, en el mismo año colaboró con Kharlos a dueto en el disco Sin copa y sin sopa en el sencillo «Cómo quiero a mi charlangas», el cual fuera nominado al Grammy Latino en dicho año y también en el disco Shake Away de Lila Downs en el track «Perro negro». También participó en el disco Barrio Bravo de Celso Piña con los temas «Aunque no sea conmigo» y «Si mañana». Adicional a esto, participó como invitado en la canción «Haikú», del álbum Providencia de La Barranca.

- 2009: colaboró en el disco tributo de 31 Minutos Yo Nunca vi Televisión, haciendo un cover de la canción La Regla Primordial junto con su esposa bajo el nombre de Tepetokio

- 2011: participó como invitado especial en la canción de Desorden Público: «El poder emborracha» del disco Los contrarios. En noviembre de ese mismo año hace un dueto especial con la banda argentina Los Auténticos Decadentes con la cual grabaron la canción «Corazón» en los estudios Sony de la Ciudad de México.

- 2013: colaboró en el disco Los Momentos de Julieta Venegas en la canción «Vuelve», asimismo participa en esta canción Anita Tijoux; también colaboró en el disco de Susana Zabaleta llamado La sensatez y la cordura en las canciones «Vereda tropical» y «Nosotros».

- 2014: participó en la canción «Puzzle» del cantautor chileno Fernando Milagros, en su disco llamado Nuevo Sol, participa en la canción de «Ama-Zonas» de Doctor Krápula junto con Roco de Maldita Vecindad y Moyenei Valdez ("Sonidero Meztizo") y canta «Prodigio Pt2» del disco "Sangre de Trostrigo".

- 2015: participó en la canción «Fugaz», en la grabación en vivo del 20 aniversario de Panteón Rococó.

- 2018: colaboró en la canción «Como te extraño mi amor», en la grabación del en vivo Celebrando una leyenda de Leo Dan. Junto a Sax de Maldita Vecindad, colaboró con «Estás perdida» en el álbum "40 Años: Pa' lante hasta que tu body aguante" de Ritmo Peligroso. En ese mismo año, acompañó al grupo argentino de  ska y pop Los Auténticos Decadentes en la grabación del disco Fiesta nacional (MTV Unplugged). En el mismo, Rubén acompañó al vocalista Jorge Serrano en la entonación del tema «Loco». Para esta interpretación, Rubén apeló a su personaje de Rita Cantalagua para cantar el tema con un marcado tono femenino.

- 2018: grabó la canción «Siempre podemos bailar» (live session) con Wendy Sulca más un video musical frente a la playa.

- 2019: en junio, en una edición más de los premios MTV MIAW, realiza un crossover intrépido y polémico[6] junto a Bad Bunny, con el tema «Ni bien ni mal», que nada gustó, ya que fue duramente criticado en redes sociales, por sus fanes y los de Café Tacvba tras interpretar este tema; ataviado como conejo, al lado del intérprete puertorriqueño de Trap latino.

### Otros proyectos artísticos
En 2011, realizó junto a Ofelia Medina el espectáculo teatral El placer de nuestra lengua, consistente en un montaje histriónico con poesía erótica. Dicha obra tuvo presentaciones en México, Estados Unidos y España.

### Estética
Albarrán se ha caracterizado por ser un artista con una estética singular. Como frontman (líder de la banda) de Café Tacvba ha experimentado en la creación de personajes temporales, y siempre muestra una actitud energética e histriónica en sus presentaciones.

#### Alter ego
Sus constantes cambios de nombres se deben a la creación de personajes o alter ego. El cantante ha declarado que lo hace para "tomar aires nuevos" y desahogarse de "ser Rubén". En una entrevista a la revista argentina de música Los Inrockuptibles menciona el origen de sus constantes cambios de nombres: "A veces me pesa, [ser Rubén Albarrán] y en otros momentos lo tomo como un juego... por un lado, me desahogo del peso de ser Rubén, y por el otro... me trae aires nuevos -además, en un punto, me resulta terapéutico."
Para la época de formación de Café Tacvba, Albarrán ya experimentaba con su atuendo. En palabras de Joselo cuando le habló por primera vez "Rubén iba en esa ocasión con un sombrero blanco y un saco, y era un ser extraño e interesante, porque ningún vocalista se veía así, todos subían como roqueros, pero él no".
- Pinche Juan. La primera vez que Albarrán uso un alter ego fue en 1990 cuando Café Tacvba comenzó a tocar en lugares subterráneos para el rock en español. Por entonces se vivía el auge de la estética de grupos dark y punk como The Cure, por lo que la gente que acudía a bares como el Tutti Frutti de la Ciudad de México con atuendos relacionados con esos subgéneros. "Todos tenían que ir vestidos de negro, muy oscuros creyéndose ingleses. El chiste era burlarse de eso pero a la vez nos gustaba", dijo Albarrán, respecto a su tema "Pinche Juan" (castellanización de Johnny Rotten).[1] Dada la popularidad del tema, la gente que lo veía en la calle comenzó a gritarle "pinche Juan"; además, Albarrán admiraba al grupo Ritmo Peligroso, del que sus integrantes usaban seudónimos, particularmente su cantante Piro Pendas, por lo que decidió adoptar el seudónimo de Juan para cuando apareció el primer disco en 1992.[1] En dicha época el grupo se caracterizaba por salir a escena con prendas tradicionales mexicanas,[11] estética que conservaron hasta la salida de su siguiente disco.
- Cosme. Café Tacvba deseó realizar con Re un álbum conceptual. Parte de la trama tiene que ver con el concepto de dualidad en las creencias de los pueblos de Mesoamérica e ideas como el atl-tlachinolli. Albarrán creó el personaje de Cosme tiñendo su cabello de rojo, peinándolo con unos pequeños cuernos como un diablo y usando un saco rojo y una falda cuadriculada.[9] El nombre lo tomó de la zona de San Cosme, en la Ciudad de México, en donde el comercio ambulante vende fayuca desde la década de los años 1970, "Un diablo en la mar (...) ¿quién se llama Cosme en esta época? Era el juego de que lo "cool no era cool", comentaría Albarrán sobre este personaje.[1]
- Anónimo. Cuando se grababa Avalancha de éxitos fue Quique quien le sugirió el nuevo nombre de "Anónimo", y así fue como en 1996 apareció Anónimo como la voz principal de Café Tacvba. Cuando Café Tacvba acabó con la gira trabalenguas "Chéverecachaimachochidoché"
- Massiossare. Rubén una vez más cambió para ser Massiossare durante los pocos compromisos que quedaban de la banda y una que otra participación con otras bandas
- Nrü y Amparo Tonto Medardo In La Kech. Ante la creación del álbum doble Revés/Yo soy, al ser dos discos diferentes. también vendrían dos nombres diferentes. Por un lado estaba "Nrü" (que supuestamente viene de la abreviación de la frase "Núcleo Radio Üno") y por el otro estaba Amparo Tonto Medardo In Lak' ech. "Amparo tonto" por un escándalo político nacional de entonces; "Medardo", nombre del Vizconde de Terralba en la novela fantástica El vizconde demediado, escrita por Italo Calvino, e "In Lak'ech" que en maya significa "soy otro tú".[1]
- Rita Cantalagua[12]. Cuando Café Tacvba tomó su año sabático y se dispersaron, Rubén se vuelve a cambiar el nombre, esta vez por el de "Rita Cantalagua", él explica el origen de su nombre en una entrevista realizada en 2001: "Lo de Rita lo saque de una película Alemana llamada 'Las leyendas de Rita', y Cantalagua es una hacienda que descubrí en un viaje por el interior de México: un día pase por ahí y vi el cartel "Hacienda Cantalagua". Me pareció buen sonido eso de que “canta el agua".[10]
- Gallo Gassss. Con la salida del disco tributo a Los Tres, "Vale callampa", Rubén sería conocido como "Gallo Gasss"[4] con el cual actuaba con un traje blanco y un gorro de estambre con una cresta.
- Ixaya Matatzin Tléyotl. Dado de manera colectiva por los contactos de Rubén en MySpace.[1]
- Elfego Buendía. Luego comenzó la grabación de Cuatro caminos en el cual Rubén regresaría transformado en "Elfego Buendía". Elfego en homenaje a uno de sus tíos que desapareció y Buendía por la familia de Cien años de soledad.[1]
- Cone Cahuitl.
- Zopilote,[13] seudónimo usado en 2012.
- En 2013, con la salida del álbum "El objeto antes llamado disco" decidió quedarse con su nombre de pila, este ha permanecido hasta la actualidad con el disco "Jei beibi".

## Discografía

### Con Café Tacvba
- 1992 - Café Tacvba
- 1994 - Re
- 1996 - Avalancha de éxitos
- 1999 - Revés/Yo soy
- 2000 - Aviéntame (sencillo que forma parte de la banda sonora de "Amores perros")
- 2001 - Tiempo transcurrido (compilado)
- 2002 - Vale Callampa (EP)
- 2003 - Cuatro caminos
- 2005 - Un viaje (en vivo)
- 2005 - MTV Unplugged (en vivo, grabado en 1995 y sacado a la venta en 2005)
- 2007 - Sino
- 2012 - El objeto antes llamado disco
- 2016 - Un par de lugares (sencillo)
- 2017 - Jei Beibi
- 2019 - Un Segundo MTV Unplugged (en vivo)

### Villa Jardín
- 2001 - Camino A

### Sizu Yantra
- 2006 - Bienvenido al sueño
- 2006 - Moiré (EP)
- 2006 - Vacuidad (EP)

### Hoppo!
- 2010 - Hoppo!
- 2013 - HopPo! (EP)
- 2013 - Ollin Rollin
- 2014 - El inmortal
- 2016 - Te vas al sur
- 2019 - La Maga y el Sadhu
- 2020 - El futuro se fue: Tributo a Jorge González (sencillo)
- 2022 - Réplica del corazón (sencillo)
- 2023 - Lo por venir (sencillo)

### Los K'comxtles
- 2024 - Botas (sencillo)
- 2024 - Ojos de araña (sencillo)
- 2025 - No tengo hogar (sencillo)

## Activismo
Además de su labor artística, Albarrán es un activista de distintas causas, principalmente las relacionadas con las luchas medioambientales y de defensa del territorio. En 2012 integró el colectivo Aho junto a otros artistas, un grupo en defensa del territorio sagrado de los indígenas wixaricas, Wirikuta. En ese año manifestó públicamente su apoyo al movimiento YoSoy132. En 2013 se unió a las protestas en contra de las reformas estructurales del gobierno de Enrique Peña Nieto.
Albarrán se transformó en vegetariano tras ver un documental sobre los mataderos y permaneció así alrededor de 25 años hasta realizar la transición al veganismo. Ha participado en campañas de PETA a favor a los animales. En 2015 se unió a Manu Chao y Roco Pachukote para manifestarse a favor de la preservación de la Amazonia.
Albarrán es simpatizante del Ejército Zapatista de Liberación Nacional. En 2018 manifestó su apoyo a la candidatura independiente de María de Jesús Patricio Martínez, participando en actos públicos para respaldarla.

## Controversias
En 2022, cuando se llevaba a cabo un concierto en Bruselas, Bélgica, luego de haber sido lanzado un peluche del Dr. Simi, el cual ya se había hecho costumbre ser lanzado a los escenarios de los artistas y grupos del mundo, pero a diferencia de los otros casos, éste lo tomó de mala manera y le desagradó, diciendo: «Muchas gracias por el detalle; es muy bonito, pero odio al Dr. Simi», mismo que terminó despedazando con la boca, quitándole la cabeza al peluche enfrente de todos los presentes y después habiendo lanzado los restos al público, trayendo opiniones diferentes, ccon una mayoría criticándolo por el acto, argumentando que contradice su fe a la no violencia. No obstante, el acto también ha sido defendido debido a las críticas hacia la empresa "Similares" (matriz de Dr. Simi) por sus nexos con movimientos de ultraderecha. 